# Acaricuará
Acaricuará är en ort i Colombia.   Den ligger i departementet Vaupés, i den sydöstra delen av landet, 600 km sydost om huvudstaden Bogotá. Acaricuará ligger 194 meter över havet och antalet invånare är 430.
Terrängen runt Acaricuará är platt.  Trakten runt Acaricuará är nära nog obefolkad, med mindre än två invånare per kvadratkilometer. I omgivningarna runt Acaricuará växer i huvudsak städsegrön lövskog.